# Tougan
Tougan ist eine Stadt und ein dasselbe Gebiet umfassendes Departement im westafrikanischen Staat Burkina Faso in der Region Boucle du Mouhoun gelegen und Hauptstadt der Provinz Sourou. Das Gebiet hat im in sieben Sektoren unterteilten Hauptort und den 33 umliegenden Dörfern 66.706 Einwohner und liegt im Land der Sanan.
Mehrere Anläufe waren nötig, bis die Franzosen Tougan einnehmen konnten, als sie das Gebiet des heutigen Burkina Faso kolonisierten. Die nicht zentral organisierten Sanan leisteten hartnäckigen Widerstand und wurden erst 1897 bezwungen.
Landwirtschaft ist heute der Haupterwerbszweig der Einwohner Tougans. Es besteht seit 1974 eine Städtepartnerschaft mit der Stadt Rain im Bundesland Bayern.

## Persönlichkeiten
Saye Zerbo (1932–2013), von 1980 bis 1982 Staats- und Regierungschef des Landes, ist in Tougan geboren.